# Сглаживающий сплайн
Сглаживающий сплайн (англ. smoothing spline) — оценка функции {\displaystyle {\hat {f}}(x)}, полученная из набора зашумлённых наблюдений {\displaystyle y_{i}} за исходными данными {\displaystyle f(x_{i})} и используемая в дальнейших вычислениях для балансировки адекватности модели функции {\displaystyle {\hat {f}}(x_{i})} к {\displaystyle y_{i}} с основанной на производной мере кривизной функции {\displaystyle {\hat {f}}(x)}. Иными словами, сглаживающий сплайн является важным средством при работе с зашумлёнными данными типа {\displaystyle x_{i}}, {\displaystyle y_{i}}. Наиболее известным видом сглаживающего сплайна является кубический сплайн. 

## Определение кубического сплайна
Пусть {\displaystyle (x_{i},Y_{i});x_{1}<x_{2}<\dots <x_{n},i\in \mathbb {Z} }  — последовательность наблюдений, порождённых выражением {\displaystyle Y_{i}=\mu (x_{i})}. Приближение сглаживающими сплайнами {\displaystyle {\hat {\mu }}} функции {\displaystyle \mu } определяется как функция (в классе дважды дифференцируемых функций), минимизирующая
{\displaystyle \sum _{i=1}^{n}(Y_{i}-{\hat {\mu }}(x_{i}))^{2}+\lambda \int _{x_{1}}^{x_{n}}{\hat {\mu }}''(x)^{2}\,dx.}
Замечания:
1. {\displaystyle \lambda \geq 0} параметр сглаживания, контролирующий соотношение между точностью воспроизведения данных и «неровностью» аппроксимирующей функции.
2. интеграл вычисляется по всему диапазону {\displaystyle x_{i}}.
3. при {\displaystyle \lambda \to 0} (нет сглаживания), сглаживающий сплайн превращается в интерполяционный сплайн.
4. при {\displaystyle \lambda \to \infty } (бесконечное сглаживание), штраф за неровность становится преобладающим и аппроксимация превращается в линейную МНК аппроксимацию.
5. наиболее часто в современной статистической литературе используется штраф за неровность на основе второй производной, однако метод может быть легко адаптирован к использованию штрафов на основе других производных.
6. в ранней литературе, с равноудалёнными {\displaystyle x_{i}}, для вычисления штрафа вместо производной использовались конечные разности второго и третьего порядка.
7. если сумму квадратов отклонений сплайна от исходных данных (первый член функционала) заменить на логарифм функции правдоподобия, получим оценку максимального правдоподобия со штрафной функцией. В такой постановке обычный сглаживающий сплайн представляет собой специальный случай, когда правдоподобие рассчитывается исходя из нормального распределения погрешности.

## Вывод кубического сглаживающего сплайна
Разделим поиск выражений, описывающих сглаживающий сплайн, на два этапа:
1. Сначала найдём значения {\displaystyle {\hat {\mu }}(x_{i});i=1,\ldots ,n}.
2. Из этих значений найдём {\displaystyle {\hat {\mu }}(x)} для всех x.

Начнём со второго этапа:
Дан вектор {\displaystyle {\hat {m}}=({\hat {\mu }}(x_{1}),\ldots ,{\hat {\mu }}(x_{n}))^{T}} «подогнанных» значений; сумма квадратов в критерии сплайна — константа. Требуется только минимизировать {\displaystyle \int {\hat {\mu }}''(x)^{2}\,dx}, и минимизация — натуральный кубический сплайн, интерполирующий точки {\displaystyle (x_{i},{\hat {\mu }}(x_{i}))}. Данный интерполяционный сплайн — линейный оператор —  может быть представлен в виде:
{\displaystyle {\hat {\mu }}(x)=\sum _{i=1}^{n}{\hat {\mu }}(x_{i})f_{i}(x)},
где {\displaystyle f_{i}(x)} — набор базисных сплайн-функций. В результате штраф за отсутствие у функции признака гладкости имеет форму
{\displaystyle \int {\hat {\mu }}''(x)^{2}dx={\hat {m}}^{T}A{\hat {m}}},
где элементы A — {\displaystyle \int f_{i}''(x)f_{j}''(x)dx}. Базисные функции и матрица A зависят от конфигурации независимых переменных {\displaystyle x_{i}}, но не от {\displaystyle Y_{i}} или {\displaystyle {\hat {m}}}.
Возвращаясь к первому этапу, взвешенная сумма квадратов может быть записана так:
{\displaystyle \|Y-{\hat {m}}\|^{2}+\lambda {\hat {m}}^{T}A{\hat {m}},}
где {\displaystyle Y=(Y_{1},\ldots ,Y_{n})^{T}}.
минимизация по {\displaystyle {\hat {m}}} даёт
{\displaystyle {\hat {m}}=(I+\lambda A)^{-1}Y.}

## Создание многомерных сплайнов
Из приведённого ограничения на формулу из определения {\displaystyle x_{1}<x_{2}<\dots <x_{n}} следует, что алгоритм не работает для произвольного набора данных. Если планируется использование алгоритма для произвольного набора точек в многомерном пространстве необходим алгоритм,  в котором нет таких ограничений. Возможное решение заключается во введении параметра таким образом, что входные данные могут быть представлены как одномерные функции, зависящие от данного параметра; после можно применить сглаживание для каждой функции. В двумерном пространстве решение состоит в параметризации {\displaystyle x} и {\displaystyle y} как {\displaystyle x(t)} and {\displaystyle y(t)} где {\displaystyle t_{1}<t_{2}<\dots <t_{n}}. Подходящее решение для {\displaystyle t} это накопленное расстояние {\displaystyle t_{i+1}=t_{i}+{\sqrt {(x_{i+1}-x_{i})^{2}+(y_{i+1}-y_{i})^{2}}}} где {\displaystyle t_{1}=0}.
Более детальный анализ параметризации выполнен E.T.Y Lee.

## Связанные методы
Сглаживающие сплайны имеют отношение, но отличаются от:
- Регрессионных сплайнов (англ. Regression Splines). Метод, при использовании которого данные аппроксимируются с помощью набора базисных сплайн-функций с уменьшенным количеством узлов, в большинстве случаев при помощи метода наименьших квадратов. При этом в случае отсутствия у функции признака гладкости штрафы не используются.
- Штрафных сплайнов, сплайнов со штрафами (англ. Penalized Splines). Сочетают уменьшенное количество узлов регрессионных сплайнов со штрафом за отсутствие у функций сглаживающих сплайнов признака гладкости.[5]
- Метод упругой карты. Метод, сочетающий штрафы по методу наименьших квадратов для ошибки аппроксимации со штрафами за кривизну и растяжение аппроксимирующего множества и использующий крупный шаг дискретизации для оптимизации проблемы.

## Исходный код
Исходный код для сглаживающих сплайнов может быть взят из примеров к книге Carl de Boor’s A Practical Guide to Splines. Примеры написаны на Фортране. Обновлённые исходные коды также доступны на официальном сайте Carl de Boor’s .